# Heikantstraat
De Heikantstraat is een wijk in Overmere in de Belgische gemeente Berlare. De Heikantstraat ligt rond de gelijknamige straat tussen Overmere, Donk en de Zeelse wijk Heikant.

## Geschiedenis
Oorspronkelijk heette de straat "'s Maders Acker" (1360) en daarna "Boschstraat" of "Bosstraat". De Fusie van Belgische gemeenten zorgde ervoor dat de straat tegenwoordig de naam "Heikantstraat" draagt.

### Demografie
Het aantal gezinnen van de Heikantstraatwijk:
- 1977: 78
- 1990: 105
- 2000: 128
- 2008: 140
- 2013: 149

## Buurtwerking
Het gemeentebestuur van Berlare besliste in 1987 in deze wijk een rioleringsstelsel met nieuwe wegdek aan te leggen. De officiële inhuldiging op 25 augustus 1990 was de aanzet tot de oprichting van een buurtvereniging die een groot volksfeest had georganiseerd. Het buurtcomité Heikantstraat is nog steeds actief.
Het Buurtinformatienetwerk Heikantstraat Overmere (BINHO) heeft als doelstelling te zorgen voor een veilige buurt door aan preventie te doen en medebewoners in te lichten indien er zich verdachte situaties voordoen in de buurt. Het buurtinformatienetwerk werd in 2002 erkend door de Federale Overheidsdienst Binnenlandse Zaken.
De Koning Boudewijnstichting kende op 25 juni 2007 de titel van "Buiten Gewone Buurt" toe aan de Heikantstraat. De stichting prees de plaatselijke buurtwerking voor de inspanningen die het leverde om van de buurt een aangename leefomgeving te maken ten gunste van de levenskwaliteit van de buurt. Daarbij had ze voornamelijk oog voor de wijze waarop nieuwe buren in de lokale leefgemeenschap worden geïntegreerd. Ik oktober 2010 lauwerde de Koning Boudewijnstichting de buurtwerking opnieuw, ditmaal voor het "Facebookproject", waarbij de straatnaam "Heikantstraat" gevormd werd door 101 foto’s van de gezichten van de Heikantstraatse jeugd. De regionale zender TV Oost bekroonde de buurtwerking op 18 november 2012 als een van de vijf beste "Buiten Gewone Buurten" in Oost-Vlaanderen.